# 国際人材協力機構
公益財団法人国際人材協力機構は、外国人技能実習・研修制度（技能実習制度）の円滑な運営・適正な拡大に寄与することを目的とする公益財団法人である。

## 沿革
1991年9月19日、法務省・外務省・通商産業省・労働省により設立許可。同年10月1日、「国際研修協力機構」を設立。1992年7月31日、建設省が加わり5省共管となった。2012年4月1日、内閣府所管の公益財団法人設立登記。2020年4月1日、名称を「国際人材協力機構」に変更。

## 歴代理事長
- 安原美穗 元検事総長
- 筧栄一 元検事総長
- 高野利雄 元名古屋高等検察庁検事長
- 鈴木和宏 元福岡高等検察庁検事長(2014年-2019年)
- 八木宏幸 元東京高等検察庁検事長(2019年-2025年)
- 小川新二 元広島高等検察庁検事長(2025年-現職）[5]